# Lusitani

Mappa che rappresenta la composizione etnica dell'Iberia intorno il 300 a.C..

I Lusitani furono una popolazione indoeuropea che abitò la parte più occidentale della penisola iberica che diventò in seguito la provincia romana della Lusitania, corrispondente all'incirca all'odierno Portogallo a sud del fiume Duero e alla regione di confine portoghese con l'attuale Estremadura spagnola. I portoghesi moderni considerano i Lusitani come i loro antenati ed il termine è talvolta usato come sinonimo di portoghesi.

## Etimologia
Non ci sono più certezze sull'etimologia del loro nome. Plinio il Vecchio scrisse che il nome "Lusitania" potrebbe derivare dal termine lusus ("gioco") associato a Bacco. Ma l'etimologia più comunemente accettata, basata su prove epigrafiche, combina i morfemi lus e tanus, forse derivati dalle radici indoeuropee luks ("luminoso") e tan ("gruppo, tribù").

## Storia

### Origini

Mappa del Portogallo con le principali popolazioni pre-romane.

I Lusitani erano un gruppo di popoli riuniti sotto un nome generico che in realtà si riferiva a un piccolo popolo o gruppo di tribù: i Lusitani, che vivevano tra i fiumi Tago e Duero, in particolare nella regione di Beira. Storici e archeologi sono indecisi sulle origini dei Lusitani, che potrebbero essere giunti dalle Alpi e essersi stabiliti nella regione intorno al II secolo a.C.. Sebbene esista la teoria di un'origine celtica, la maggior parte degli autori moderni li considera nativi pre-celtici della penisola iberica, che passarono sotto il dominio celtico prima di staccarsi dai Celti per diffondere il loro insediamento in Estremadura, prima di essere infine sottomessi e integrati dai Romani.
Uno studio genetico pubblicato nel 2019 conferma queste ipotesi. I campioni risalenti all'età del bronzo finale (dal 1200 al 700 a.C.), prelevati dalla grotta di Medronhal (Arrifana, Coimbra, Portogallo), mostrano che gli scheletri studiati sono discendenti di persone della cultura campaniforme provenienti dall'Europa centrale e portatori dell'aplogruppo R1b-M269. I manufatti suggeriscono una datazione all'inizio del I millennio a.C., confermata dalla datazione al radiocarbonio del perone umana: 890-780 cal BCE.

### Lusitani e romani
La prima menzione dei Lusitani si trova in Tito Livio, che li descrive come mercenari al soldo dei Cartaginesi nel 218 a.C.; compaiono anche accanto ai Celtiberi che devastano gli alleati di Roma nel 186 a.C.. I Lusitani furono duramente sconfitti nel 185 a.C. dal pretore C. Atinio ad Hasta e poi più volte dal pretore Manlio nel 181 a.C.
Nel 177 a.C., il pretore Lucio Postumio Albino celebrò un trionfo per le sue vittorie sui Lusitani10 ma, nel 154 a.C., sotto il comando dei generali Punico, probabilmente di origine cartaginese, e poi Cesaro, i Lusitani inflissero notevoli perdite ai Romani nei pressi delle Colonne d'Ercole, dove Lucio Mummio Acaico li sconfisse definitivamente con difficoltà.
Il pretore Servio Sulpicio Galba concluse una tregua con i Lusitani e, con il pretesto di concedere loro terre fertili, li fece massacrare e vendette i superstiti come schiavi, violando i loro giuramenti. Questo tradimento portò alla rivolta nota come Guerra del Fuoco o Guerra Lusitana, guidata da un sopravvissuto al massacro, Viriato, che fu assassinato da traditori al soldo dei Romani nel 139 a.C. I Romani ottennero altre vittorie sotto Decimo Giunio Bruto Callaico (tra il 137 e il 113 a.C.), estendendo la dominazione romana verso ovest e più a nord, tra i fiumi Duero e Minho. Decimo Giunio Bruto Callaico divenne proconsole in Lusitania con Mario nel 113 a.C., ma i Lusitani resistettero a lungo, conducendo una costante guerriglia contro Roma, di cui fecero a pezzi l'esercito nel 105 a.C. Si unirono alle truppe del generale romano rinnegato Sertorio, nel quale videro un nuovo Viriato, e fu solo sotto Augusto che la Lusitania fu finalmente pacificata.

### Provincia romana
Dal 197 a.C., la Lusitania fece parte della successiva provincia romana di Hispania, insieme ai territori delle Asturie e della Galizia. Questi ultimi furono assimilati alla provincia di Hispania Citerior Tarraconensis durante la riforma di Augusto del 13 a.C., mentre il resto divenne provincia Lusitania et Vettones, una provincia imperiale con un legato di rango pretorio, con Augusta Emerita (Merida) come capitale.
Il confine settentrionale di quest'ultima era costituito dal fiume Duero, mentre quello orientale andava da Salmantica a Caesabrogia fino al fiume Ana (la Guadiana), che la separava dalla Betica.

## Cultura

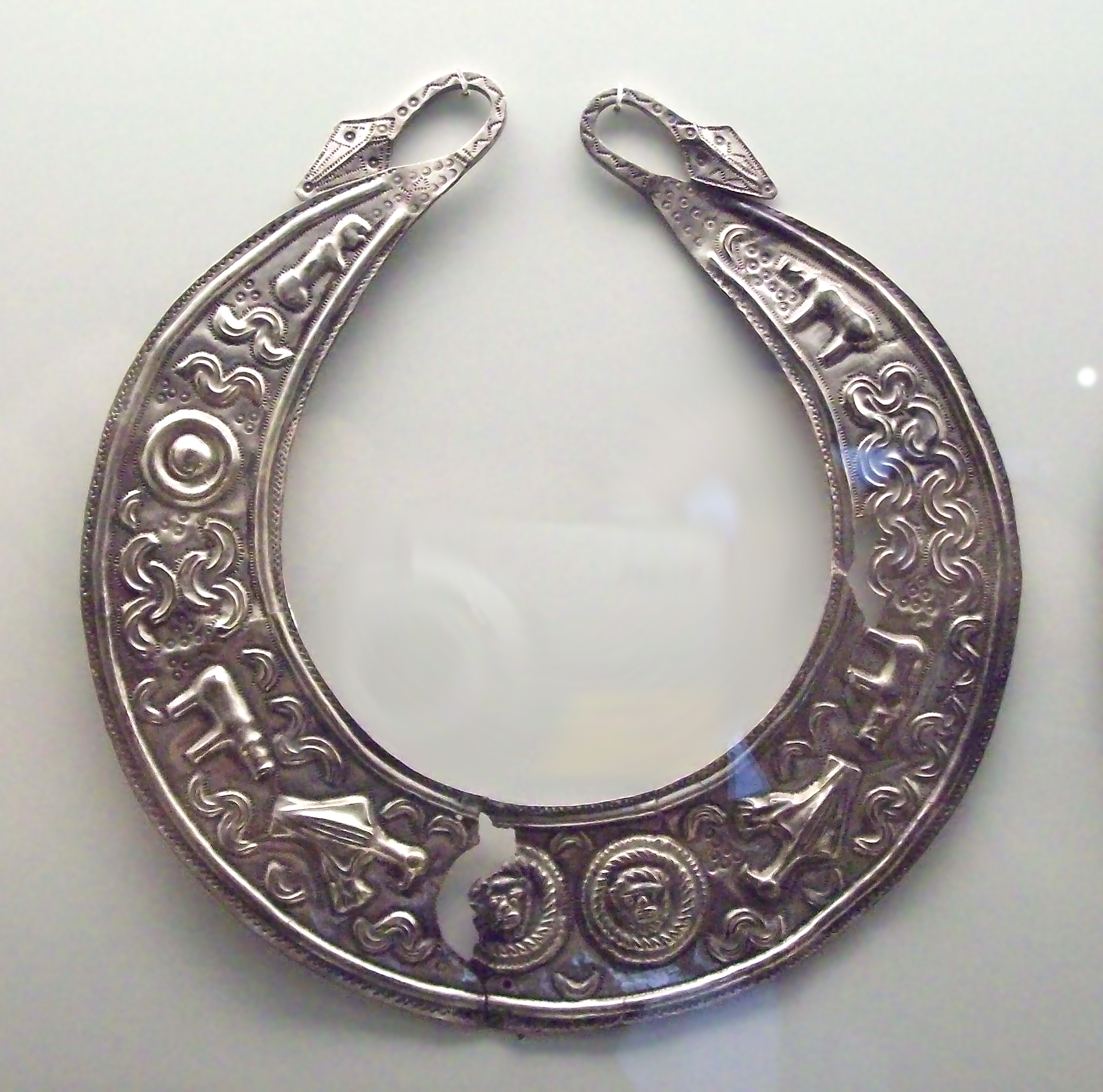
Lunula lusitana da Miranda do Corvo

La classificazione della cultura lusitana in generale, compresa la lingua, si rivela difficile e controversa. Alcuni ritengono che fosse essenzialmente una cultura iberica pre-celtica con sostanziali influenze celtiche, mentre altri sostengono che fosse una cultura essenzialmente celtica con forti influenze indigene pre-celtiche associate alla Cultura del vaso campaniforme.

## Lingua

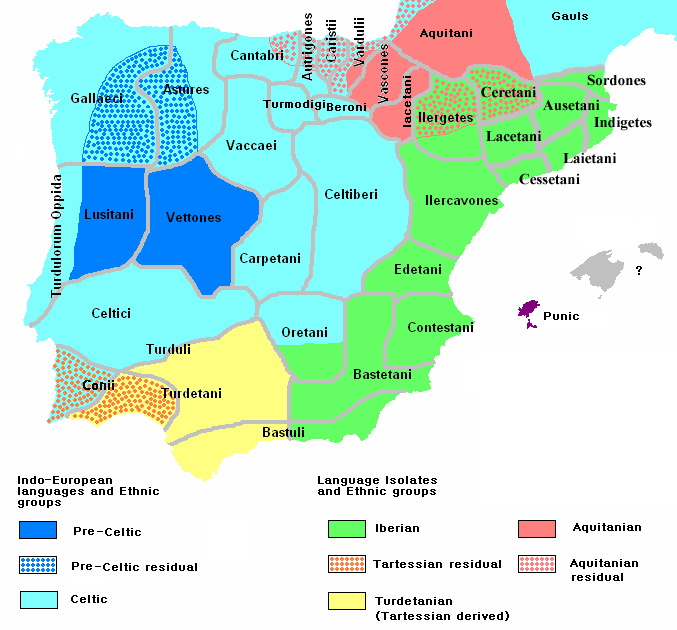
Principali aree linguistiche e popoli dell'Antica Iberia, con la lingua lusitana evidenziata in blu, circa 200 a.C.

Il lusitano è una lingua scarsamente attestata documentata in una zona che va dall'attuale Portogallo centro-meridionale (a sud del fiume Duero) e a una parte dell'altopiano dell'odierna Estremadura (Spagna).
La lingua lusitana era una lingua paleoispanica che appartiene chiaramente alla famiglia indoeuropea. La precisa appartenenza della lingua lusitana alla famiglia indoeuropea è tuttora dibattuta: c'è chi sostiene che si tratti di una lingua para-celtica con un'evidente celticità nella maggior parte del lessico, oltre a molti antroponimi e toponimi. Una seconda teoria mette in relazione il lusitano con le lingue italiche; basandosi sui nomi delle divinità lusitane con altri elementi grammaticali dell'area.
La lingua lusitana potrebbe infatti essere stata un italoceltico basale, un ramo indipendente dal celtico e dall'italico, separatosi precocemente dalle popolazioni proto-celtiche e proto-italiche che si diffusero dall'Europa centrale all'Europa occidentale dopo le nuove migrazioni Jamna nella valle del Danubio. In alternativa, un ramo europeo dei dialetti indoeuropei, definito "indoeuropeo nord-occidentale" e associato alla cultura del vaso camapaniforme, potrebbe essere stato ancestrale non solo al celtico e all'italico, ma anche al germanico e al balto-slavo. Si è ipotizzato inoltre che la lingua celtica del galleiciano e il lusitano fossero un'unica lingua (non lingue separate) della variante celtica "P".